# Bonfire (álbum)
Bonfire es una caja recopilatoria de la banda de rock AC/DC, Fue Lanzado En 1997. Fue creado para hacerle un tributo a Bon Scott. Incluye dos discos de la banda sonora Let There be Rock, canciones de actuaciones radiofónicas, una versión en vivo desde los Atlantic Records Studios en Nueva York y una versión editada de Back In Black. Se le dedicó a Bon porque él decía que él era tan buen cantante y era la sensación que quería un álbum que se llamara Bonfire dedicado a él.

## En vivo deAtlantic Studios
- "Live Wire"- 6:16
- "Problem Child"- 4:40
- "High Voltage"- 5:57
- "Hell Ain't a Bad Place to Be"- 4:14
- "Dog Eat Dog"- 4:42
- "The Jack"- 8:37
- "Whole Lotta Rosie"- 5:11
- "Rocker"- 5:33

## Let there Be Rock: La película CD 1
- "Live Wire"- 8:04
- "Shot Down in Flames"- 3:39
- "Hell Ain't a Bad Place to Be"- 4:31
- "Sin City"- 5:25
- "Walk All Over You"- 5:07
- "Bad Boy Boogie"- 13:21

## Let There Be Rock: La película CD 2
- "The Jack"- 6:05
- "Highway to Hell"- 3:31
- "Girls Got Rhythm"- 3:20
- "High Voltage"- 6:32
- "Whole Lotta Rosie"- 4:55
- "Rocker"- 10:45
- "T.N.T."- 4:14
- "Let There Be Rock"- 7:34

## Volts
- "Dirty Eyes"- 3:21
- "Touch Too Much"- 6:34
- "If You Want Blood (You've Got It)"- 4:28
- "Back Seat Confidential"- 5:24
- "Get It Hot"- 4:17
- "Sin City"- 4:58
- "She's Got Balls"- 7:57
- "School Days"- 5:24
- "It's a Long Way to the Top (If You Wanna Rock 'n' Roll)"- 5:15
- "Ride On"- 10:03

## Back in Black(Editado)
- "Hells Bells"- 5:13
- "Shoot to Thrill"- 5:18
- "What Do You Do for Money Honey"- 3:36
- "Givin' the Dog a Bone"- 3:32
- "Let Me Put My Love into You"- 4:15
- "Back in Black"- 4:16
- "You Shook Me All Night Long"- 3:30
- "Have a Drink on Me"- 3:59
- "Shake a Leg"- 4:06
- "Rock and Roll Ain't Noise Pollution"- 4:16

## AC/DC: Let There Be Rock (versión Australiana)
- "Live Wire"- 8:04
- "Shot Down in Flames"- 3:39
- "Hell Ain't a Bad Place to Be"- 4:31
- "Sin City"- 5:25
- "Bad Boy Boogie"- 13:21
- "The Jack"- 6:05
- "Highway to Hell"- 3:31
- "Girls Got Rhythm"- 3:20
- "High Voltage"- 6:32
- "Whole Lotta Rosie"- 4:55
- "Rocker"- 10:45
- "Let There Be Rock"- 7:34

## Volts (Versión Australiana)
- "Dirty Eyes"- 3:21
- "Touch Too Much"- 6:34
- "If You Want Blood (You've Got It)"- 4:28
- "Back Seat Confidential"- 5:24
- "Get It Hot"- 4:17
- "Sin City"- 4:58
- "Walk All Over You"- 5:07
- "T.N.T."- 4:14
- "She's Got Balls"- 5:57
- "School Days"- 5:24
- "It's a Long Way to the Top (If You Wanna Rock 'n' Roll)"- 5:15
- "Ride On"- 10:03